# Лебедев, Александр Фёдорович (почвовед)
Алекса́ндр Фё́дорович Ле́бедев (1882―1936) ― советский почвовед-гидрогеолог, профессор. Создал теорию образования грунтовых вод.

## Биография
Родился 25 мая 1882 года в городе Красный Смоленской губернии.
Окончил Новоалександрийский институт сельского хозяйства и лесоводства, после которого работал в Новороссийском университете в Одессе. С 1917 года работает профессором кафедры агрономической химии Варшавского (Донского) университета в Ростове-на-Дону. С 1929 года работает во Всесоюзной академии сельскохозяйственных наук имени Ленина, с 1935 года трудился в Почвенном институте имени В. В. Докучаева АН СССР. 
Был арестован в 1931 году, срок отбывал на стройке Беломорско-Балтийского канала. Досрочно освобожден в октябре 1932 года, судимость  снята 4 августа 1933 года, однако до 1935 вынужден был оставаться в системе НКВД, где руководил исследованием грунтов на Беломорканале и канале Москва- Волга.
Умер 28 января 1936 года в Москве.

## Вклад в науку
Исследовал физическую природы различных видов вод в почвах и грунтах, происхождению грунтовых вод и их динамике.
В 1912 году доказал, что почва дополнительно увлажняется путем конденсации паров, происходящих из атмосферы или из более глубоких слоев грунта. В 1918 году впервые выявил закономерности передвижения водяных паров, направленного от слоев с большей абсолютной упругостью паров к слоям с меньшей упругостью.
В 1927 году создал понятие о максимальной молекулярной влагоемкости, как о наибольшем количестве воды, удерживаемом сорбционными силами.
В 1928 году разработал новую теорию образования грунтовых вод, основанную на сочетании учения об инфильтрации атмосферных вод с учением о конденсации водяных паров. Разработал способ борьбы с просачиванием воды из каналов при помощи торфяных экранов, примененный при строительстве канала имени Москвы.

## Семья
Жена — Елизавета Александровна Лебедева (в девичестве Луиза Мойше-Шулимовна Варковицкая; 1 февраля 1881, Одесса — 3 апреля 1950, Москва). Племянники — балетмейстер Владимир Варковицкий и фольклорист Людмила Варковицкая.